# Advanced Micro Devices
Advanced Micro Devices, Inc. (AMD) är en amerikansk tillverkare av framförallt mikroprocessorer som centralprocessorer, grafikprocessorer (sedan köpet av ATI Technologies 2006), dataprocessorer (sedan köpet av Pensando 2022), och FPGA-kretsar (sedan köpet av Xilinx 2022). Fram till avknoppning 2003 (Spansion) och försäljning av sin del i Spansion 2005 även flashminnen. AMD grundades 1969 och har haft många typer av integrerade kretsar i sitt produktprogram genom åren. Senare har företaget mest blivit känt som tillverkare av x86 processorer, en verksamhet som inleddes med att man under sent 1970-tal licensierades som andrahandsleverantör av Intels CPU-familjer 8080, 8085 och 8086. Under framförallt 1990-talet kom den verksamheten att utvecklas till att innefatta alltmer avancerade egna lösningar och konstruktioner och AMD har idag tagit betydande marknadsandelar från den ursprungliga och dominerande x86-tillverkaren Intel. AMD har även köpt upp grafikkortstillverkaren ATI och delar av andra företag samt samarbetar med bland annat IBM om tillverkningsteknik.

## Historik
Företaget grundades 1969 i Sunnyvale i Kalifornien och har bland annat producerat logikkretsar (TTL-logik), DRAM (dynamiskt RAM), så kallade "bit slice-kretsar" (Am2900, Am29116, Am293xx) som användes för att bygga upp CPU-delen i minidatorer och andra produkter, egenutvecklade mikroprocessorer med RISC-arkitektur (AMD 29 000), grafik, ljud, och modemkretsar (AMD7910, AMD7911), samt flashminnen. Sedan mitten av 1990-talet har företaget fokuserat sin energi på x86-processorer och flashminnen (även om det förekommer en del produkter utanför dessa kategorier).

## Produkter (i urval)
AMD utvecklar kontinuerligt nya processorer, varvid man alltid har inriktat sig på grafikvägen, eller framförallt den grafiska användningen av mjukvara, vilket optimerar AMD vid sådan användning. AMD, som nu samarbetar med ATi, har några av världens ledande produkter för grafikanvändning. AMD var först med dubbla kärnor (x86) i sina processorer vilket gav datoranvändare och programutvecklare helt nya möjligheter.

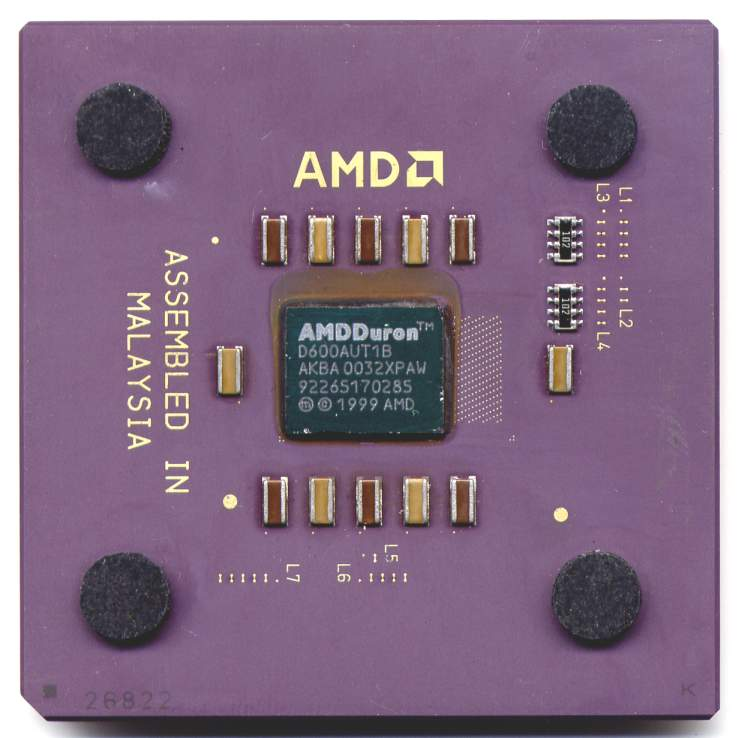
AMD Duron D600AUT1B.

Följande processorer är avsedda för stationära persondatorer:
- AMD Duron Processor
- AMD Sempron Processor
- AMD Athlon64 Processor
- AMD Athlon64 FX Processor (FX-60 och uppåt är Dual Core)
- AMD Athlon64 X2 Processor (Dual Core)\ Black Edition
- AMD Phenom X3 Processor (Triple Core)\ Black Edition
- AMD Phenom X4 Processor (Quad Core)\ Black Edition
- AMD Athlon II x2 Processor (Dual Core)
- AMD Athlon II x3 Processor (Triple Core)
- AMD Athlon II x4 Processor (Quad Core)
- AMD Phenom II x2 Processor (Dual Core)\ Black Edition
- AMD Phenom II x3 Processor (Triple Core)\ Black Edition
- AMD Phenom II x4 Processor (Quad Core)\ Black Edition
- AMD Phenom II x6 Processor (Hexa Core)\ Black Edition
- AMD FX (Bulldozer/Trinity) Processor (Octa/Hexa/Quad Core)\ Black Edition
- AMD Ryzen (Zen, Zen+, Zen 2, Zen 3, Threadripper)

Följande processorer är avsedda för bärbara persondatorer:
- AMD Turion64 Processor
- AMD Turion64 X2 Processor (Dual Core)
- AMD Athlon64 Mobile Processor
- AMD Ryzen Mobile (Zen, Zen+, Zen 2)

Följande processorer är avsedda för servrar:
- AMD Opteron

- AMD EPYC

AMD:s processorgeneration K10 lanserades i slutet av 2007 under namnet Phenom.

### Kronologiskt (i urval)
- Am386 -år 1991
- Am486 -år 1993
- AMD-K5 -år 1995
- AMD-K6 -år 1997
- Athlon -år 1999
- Radeon (ATI) -år 2000
- PowerNow! -år 2000
- AMD Athlon (når 1 GHz år 2000) -år 2000
- HyperTransport -år 2001
- Athlon 64 -år 2003
- Opteron -år 2003
- Turion 64 -år 2005
- Athlon 64 X 2 dualcore -år 2005
- Phenom -år 2007
- Radeon HD 2000-serien -år 2007
- Radeon HD 3000-serien -år 2007
- Radeon HD 4000-serien -år 2008
- Phenom II -år 2008
- Radeon HD 5000-serien -år 2009
- Radeon HD 6000-serien -år 2010
- FireStream -år 2010
- Opteron 4000 -år 2010
- AMD FX-serien CPUer -år 2011
- HD3D -år 2011
- FirePro -år 2011
- Radeon HD 7000-serien -år 2012
- Opteron X -år 2013
- Radeon R5/R7/R9 200-serien -år 2013
- Radeon R5/R7/R9 300-serien -år 2015
- Radeon RX 400-serien -år 2016
- Radeon Pro Duo -år 2016
- Radeon RX 500-serien -år 2017
- Radeon RX-Vega -år 2017
- Epyc -år 2017
- Zen -år 2017
- Zen+ -år 2018
- Radeon RX-5000 serien -år 2019
- Zen 2 år 2019
- Zen 3 - år 2020